# Camptidius
Camptidius is een geslacht van kevers uit de familie van de loopkevers (Carabidae). De wetenschappelijke naam van het geslacht is voor het eerst geldig gepubliceerd in 1866 door Putzeys.

## Soorten
Het geslacht Camptidius is monotypisch en omvat slechts de volgende soort:
- Camptidius ophthalmicus Putzeys, 1866